# Pachycarpus pachyglossus
Pachycarpus pachyglossus är en oleanderväxtart som beskrevs av D.J. Goyder. Pachycarpus pachyglossus ingår i släktet Pachycarpus och familjen oleanderväxter. Inga underarter finns listade i Catalogue of Life.